# 三崎千恵子
三﨑 千恵子（みさき ちえこ、本名：宮阪 トシ、旧姓：榊原、1920年（大正9年）9月5日 ‐ 2012年（平成24年）2月13日）は、東京府北豊島郡西巣鴨町（現：東京都豊島区）出身の女優。東洋高等女学校卒業。夫は宮阪将嘉（1997年に死別）。

## 来歴・人物
家業は青果問屋であった。
東洋高等女学校卒業後、白木屋（現在の東急百貨店）に入社。そこのコーラス部に入ったことがきっかけで、1939年に松竹演芸部に歌手として所属。
その後、ムーランルージュなどを経て、1954年に劇団民藝へ入団（新藤兼人監督の『どぶ』でスクリーンデビューも果たす）。
1967年に劇団を退団。
1969年から始まった『男はつらいよ』シリーズに車寅次郎のおばちゃん・車つね役として計49作で起用され、これが当たり役となる。以降、松竹映画を支えるバイプレイヤーとして活躍。
テレビドラマでは『パパと呼ばないで』（井上時枝役）などで親しまれたほか、橋田壽賀子・石井ふく子両氏が関係する作品にも出演していた。
森光子とは同い年で、山岡久乃とは親交があり「一緒に老人ホームに入らないか」との誘いを受けたほどの仲だった。
普段から着物を愛用しており、着付け教室を開設していた。
晩年は自宅のあった神奈川県鎌倉市の高齢者施設に居を移し、2011年の映画『ムーランルージュの青春』に車椅子姿
で出演。これが生涯最期の仕事となった。
2012年2月13日午後7時15分、老衰により鎌倉市内の病院で死去。享年91。戒名は「浄芸院真誉寿光泉恵大姉」で、夫・宮阪が死去した際、ともに受けた戒名だという。告別式では倍賞千恵子が弔辞を読み、自身のヒット曲「忘れな草をあなたに」をアカペラで歌い、故人に捧げた。

## 出演作

### テレビドラマ

#### NHK
- ホームラン教室（1959 ‐ 1963年）  - トチの母 役
- 虹の設計（1964 - 1966年） - 北川なお 役
- 速歩自源流（1969年） - 大瀬りつ 役
- 男は度胸（1970年）
- 連続テレビ小説
  - 繭子ひとり（1971年） - 大竹政江 役
  - 水色の時（1975年） - 内田加代 役
  - マー姉ちゃん（1979年） - 三郷トセ 役
- 鶴亀ワルツ（1999年）
- 抱きしめたい（2002年） - 久保田あや子 役

#### 日本テレビ
- 進め!青春（1968年） - 久さんの奥さん 役
- 大いなる旅路（1972年）
- 飛び出せ!青春（1972年） - 柴田美鈴（良吉の母） 役
- パパと呼ばないで（1972 - 1973年） - 井上時枝 役
- たんぽぽ
  - 第1シリーズ（1973年） ‐ しげ 役
  - 第4シリーズ（1977年） - 川田ミネ 役
  - 第5シリーズ（1978年） - 川田ミネ 役
- 太陽にほえろ! 第334話「窓」（1978年） - 常盤荘大家
- 俺たちに気をつけろ。（1996年） - 池場千代 役
- 火曜サスペンス劇場
  - 「密閉島」（1988年）
  - 「森村誠一の途中下車」（1990年） - 政子 役
- ゴールデンボーイズ～笑売人ブルース～（1993年）　- はかま満緖の母親 役

#### TBS
- マンモスタワー（1958年）
- 夕やけ天使（1960年）
- 女と刀（1967 ‐ 1968年） ‐ アキ 役
- 女と味噌汁 その6（1967年） - アパートの大家
- ザ・ガードマン
  - 第118話「大泥棒一家」（1967年）
  - 第126話「女の戦争」（1967年）
  - 第298話「大人を恨みます! 17才の心中」（1970年）
- 時間ですよ（1970年） - アサ 役
- ありがとう（1972年） - 水島みち 役
- 娘はむすめ（1973 - 1974年） - とき 役
- 事件狩り 第3話「恋に生きよう!若者よ」（1974年）
- 白い滑走路（1974年） - 松本ツネ 役
- 白い地平線（1975年） - 半沢千代 役
- 虹のエアポート（1975年） - 花田夫人 役
- 水戸黄門
  - 第6部 第14話「弥七二人旅・津山」（1975年） - お倉 役
  - 第8部 第4話「黄門さまに似た男・沼津」（1977年） - お米 役
- 横溝正史シリーズ「悪魔が来りて笛を吹く」（1977年） - 三春園の女将 役
- 大岡越前
  - 第5部 第21話「犬に咬まれたドジな奴」（1978年） - お米 役
  - 第7部 第14話「情けが仇の人助け」（1983年） - おきん 役
- 家族 (1977年のテレビドラマ)（1977 ‐ 1978年） ‐ 芳子 役
- 道 (テレビドラマ)（1978 - 1979年） - 大坊豊子 役
- 女たちの忠臣蔵（1979年） - 左官屋・せん（安吉の女房） 役
- 沿線地図（1979年） - 大沢美代 役
- 関ヶ原（1981年） - 孝蔵主 役
- 出逢い（1981年）
- 東芝日曜劇場1300回記念番組「出航」（1981年） 山田洋次・脚本
- 想い出づくり。（1981年） - 中野正子 役
- 出逢い・めぐり逢い（1983年） ‐ 小笠原茂子 役
- 花のこころ（1985年）
- 西田敏行の泣いてたまるか 第3話「結婚に向かない二人」（1986年）
- 渡る世間は鬼ばかり　第1 ‐ 2シリーズ（1991 - 1994年） - 塚田咲枝 役
- Love Story（2001年） - 永瀬ヨシ 役

#### フジテレビ
- セールスマン水滸伝（1959 ‐ 1961年）
- せっかちネエヤ（1968年） - お花 役
- お嫁さん 第7シリーズ（1969年‐70年、フジテレビ / 松竹）- 今村ふじ子
- 青春をつっ走れ（1972年） ‐ 山本敏子 役
- ジキルとハイド（1973年）
- その道は行き止り 第2シリーズ（1976年） - 山田佐登（女中） 役
- 河原町東入ル（1976 - 1977年） - きく 役
- ご近所の星（1979 ‐ 1980年） - 木山久子 役
- 裸の大将放浪記 第20話「清の秩父路オニ退治」（1986年） - 蜷川ハナ 役

#### テレビ朝日
- 右門捕物帖（1974年） - おみね 役
- 人形佐七捕物帳（1977年） - お倉 役
- 必殺シリーズ（ABC / 松竹）
  - 新・必殺仕舞人 第1話「草津湯煙 血の煙」（1982年） - お寅 役
  - 必殺渡し人 第1話「涼みの夜に渡します」（1983年） - お鹿 役
- 夢に見た日々（1989年） - 川口松江 役
- 火曜ミステリー劇場「霧の疑惑 水曜日の妻たち熱海殺人事件」（1990年） - 神尾伸江 役
- 往診ドクターの事件カルテ（1992年）第3話「通う先は隠し妻」
- 暴れん坊将軍VI 第9話「お婆よ泣くな江戸の雪」（1994年） - おきん 役

#### テレビ東京
- 女と愛とミステリー 「死刑台のロープウェイ」（2001年7月15日） - 室伏サヨ 役

### 映画
- どぶ（1954年） - 大場の妻 役 ※映画デビュー作
- 夜あけ朝あけ（1956年） - 中杉たね 役
- 危険な関係（1957年） - 永井節 役
- 不道徳教育講座（1959年） - 朝吹美也子 役
- 青い国道（1959年） - 安田せつ 役
- 喧嘩太郎（1960年） - 待合の女将 役
- 闘牛に賭ける男（1960年）
- カミナリお転婆娘（1961年）- 江口直江 役
- 銀座の恋の物語（1962年） - 秀子 役
- 青年の椅子（1962年） - 岡谷弘子 役
- 若い人（1962年） - 山川ヒロ子 役
- 二人で歩いた幾春秋（1962年） - 飲み屋のおかみ 役
- エデンの海（1963年） - 校長の妻 役
- 花と怒濤（1964年） - 八千代 役
- 美しい十代（1964年） ‐ 三島八重子 役
- 拳銃無頼帖 流れ者の群れ（1965年） - 利江 役
- 青春とはなんだ（1965年） - 橘の母 役
- 霧の旗（1965年） - 家主 役
- 愛と死の記録（1966年） - 松井和江の母 役
- 孤島の太陽（1968年） - よね 役
- 男はつらいよ（1969年 - 1995年） - 車つね（おばちゃん） 役
  - 男はつらいよ（1969年）
  - 続・男はつらいよ（1969年）
  - 男はつらいよ フーテンの寅（1970年）
  - 新・男はつらいよ（1970年）
  - 男はつらいよ 望郷篇（1970年）
  - 男はつらいよ 純情篇（1971年）
  - 男はつらいよ 奮闘篇（1971年）
  - 男はつらいよ 寅次郎恋歌（1971年）
  - 男はつらいよ 柴又慕情（1972年）
  - 男はつらいよ 寅次郎夢枕（1972年）
  - 男はつらいよ 寅次郎忘れな草（1973年）
  - 男はつらいよ 私の寅さん（1973年）
  - 男はつらいよ 寅次郎恋やつれ（1974年）
  - 男はつらいよ 寅次郎子守唄（1974年）
  - 男はつらいよ 寅次郎相合い傘（1975年）
  - 男はつらいよ 葛飾立志篇（1975年）
  - 男はつらいよ 寅次郎夕焼け小焼け（1976年）
  - 男はつらいよ 寅次郎純情詩集（1976年）
  - 男はつらいよ 寅次郎と殿様（1977年）
  - 男はつらいよ 寅次郎頑張れ!（1977年）
  - 男はつらいよ 寅次郎わが道をゆく（1978年）
  - 男はつらいよ 噂の寅次郎（1978年）
  - 男はつらいよ 翔んでる寅次郎（1979年）
  - 男はつらいよ 寅次郎春の夢（1979年）
  - 男はつらいよ 寅次郎ハイビスカスの花（1980年）
  - 男はつらいよ 寅次郎かもめ歌（1980年）
  - 男はつらいよ 浪花の恋の寅次郎（1981年）
  - 男はつらいよ 寅次郎紙風船（1981年）
  - 男はつらいよ 寅次郎あじさいの恋（1982年）
  - 男はつらいよ 花も嵐も寅次郎（1982年）
  - 男はつらいよ 旅と女と寅次郎（1983年）
  - 男はつらいよ 口笛を吹く寅次郎（1983年）
  - 男はつらいよ 夜霧にむせぶ寅次郎（1984年）
  - 男はつらいよ 寅次郎真実一路（1984年）
  - 男はつらいよ 寅次郎恋愛塾（1985年）
  - 男はつらいよ 柴又より愛をこめて（1985年）
  - 男はつらいよ 幸福の青い鳥（1986年）
  - 男はつらいよ 知床慕情（1987年）
  - 男はつらいよ 寅次郎物語（1987年）
  - 男はつらいよ 寅次郎サラダ記念日（1988年）
  - 男はつらいよ 寅次郎心の旅路（1989年）
  - 男はつらいよ ぼくの伯父さん（1989年）
  - 男はつらいよ 寅次郎の休日（1990年）
  - 男はつらいよ 寅次郎の告白（1991年）
  - 男はつらいよ 寅次郎の青春（1992年）
  - 男はつらいよ 寅次郎の縁談（1993年）
  - 男はつらいよ 拝啓車寅次郎様（1994年）
  - 男はつらいよ 寅次郎紅の花（1995年）
- 家族（1970年）
- 同胞（1975年） - 小野きぬ 役
- エデンの海（1976年） - 節子の母 役
- 新どぶ川学級（1976年） - 伊藤ふさ 役
- 幸福の黄色いハンカチ（1977年） - 警察署で泣く女
- 俺たちの交響楽（1979年） - アパートの女性
- 東京大空襲 ガラスのうさぎ（1979年） - 郡山のおばちゃん 役
- 新・喜びも悲しみも幾歳月（1986年）
- キネマの天地（1986年） - 貞子 役
- 虹をつかむ男（1996年） - 親族代表 役
- どんぐりの家（1997年）
- 川の流れのように（2000年） - 野口よね 役
- ムーランルージュの青春（2011年） ※遺作

### バラエティ
- お達者くらぶ（1984年 - 1988年）

### CM
- 花王
  - 「ホーミング タフ」
  - 「バス ホーミング」（1986年 - 1987年頃）